# Cathedral Parkway – 110th Street (métro de New York)
Cathedral Parkway – 110th Stree est une station, établie en souterrain, de la ligne d'infrastructure IRT Broadway-Seventh Avenue du métro de New York. Elle est située, à l'intersection West 110th Street & Broadway, quartier Morningside Heights, dans l'arrondissement de Manhattan, de la ville de New York aux États-Unis.
C'est une station historique ouverte, par l,Interborough Rapid Transit Company (IRT), en 1904. Exploitée par la New York City Transit Authority depuis 1940, elle est desservie, jours et nuits, par les rames du service 1 (rouge) du métro.

## Situation sur le réseau

Plan du métro de New York (2009)

### Infrastructure
Établie en souterrain, Cathedral Parkway – 110th Street, est une station de la ligne d'infrastructure du métro IRT Broadway-Seventh Avenue. Elle est située entre la station 116th Street – Columbia University, en direction du terminus nord, et la station 103rd Street, en direction du terminus sud.

### Service desserte
La station Cathedral Parkway – 110th Street est une station du service de desserte 1 du métro de New York : elle est située entre la station 116th Street – Columbia University, en direction du terminus nord Van Cortlandt Park – 242nd Street, et la station 103rd Street, en direction du terminus sud South Ferry – Whitehall Street.

## Histoire
La station, Cathedral Parkway – 110th Street, est mise en service le 27 octobre 1904 par l'Interborough Rapid Transit Company (IRT), lors de l'ouverture à l'exploitation de la première section, du métro de New York, de la station City Hall à la station 145th Street sur la branche West Side,.

## Services aux voyageurs

### Desserte

Installations et desserte
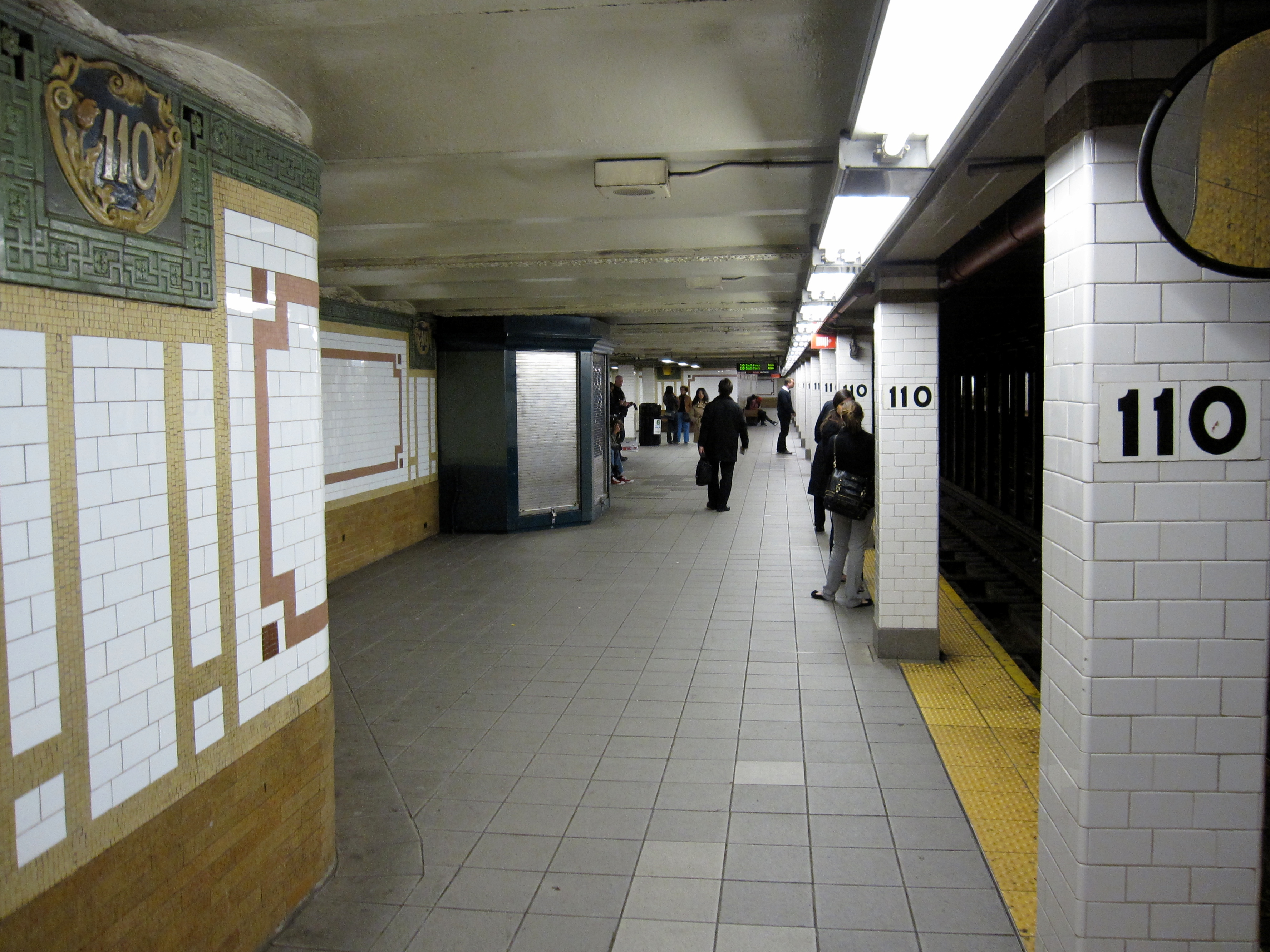
En 2010.
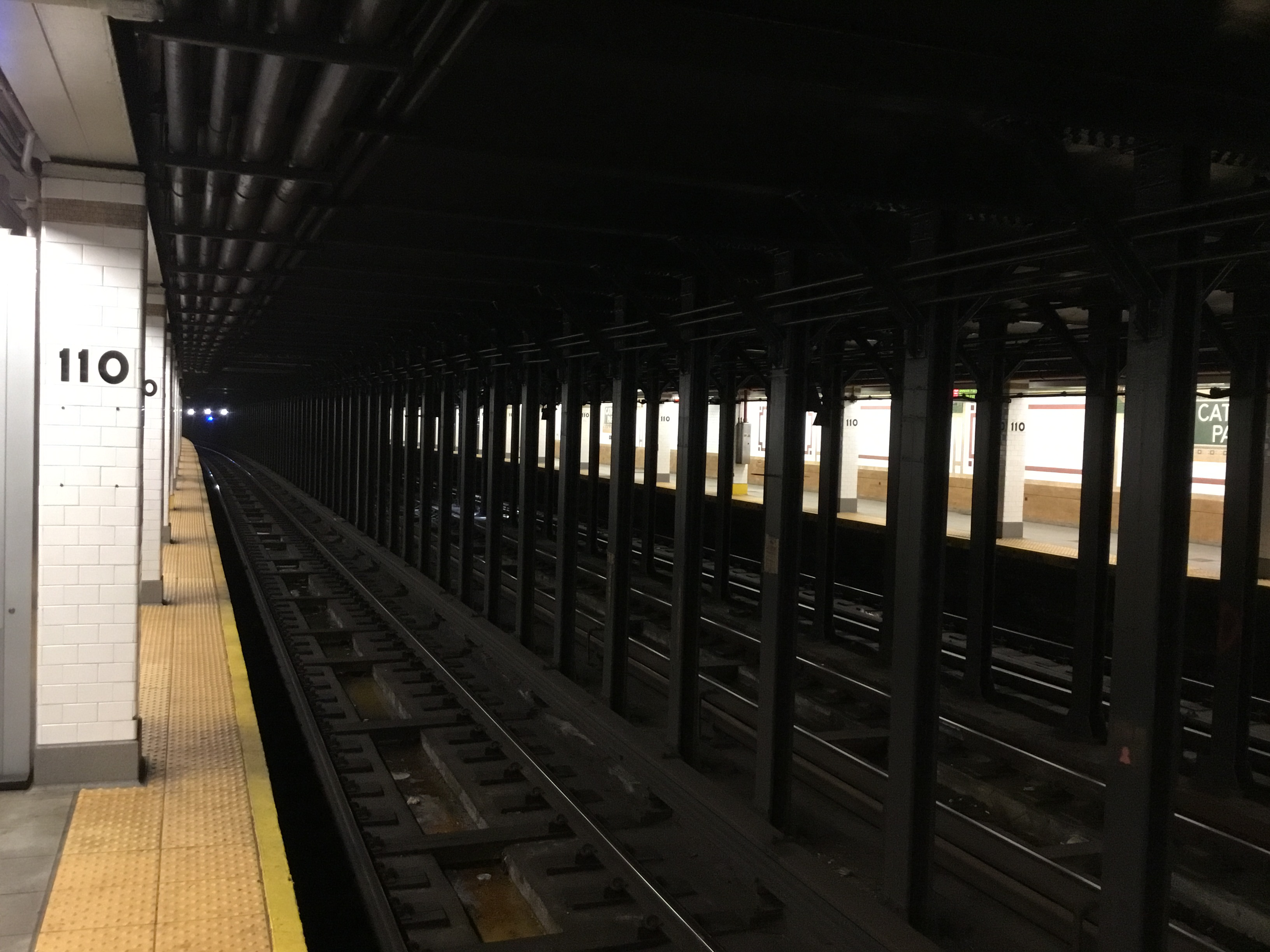
En 2022.
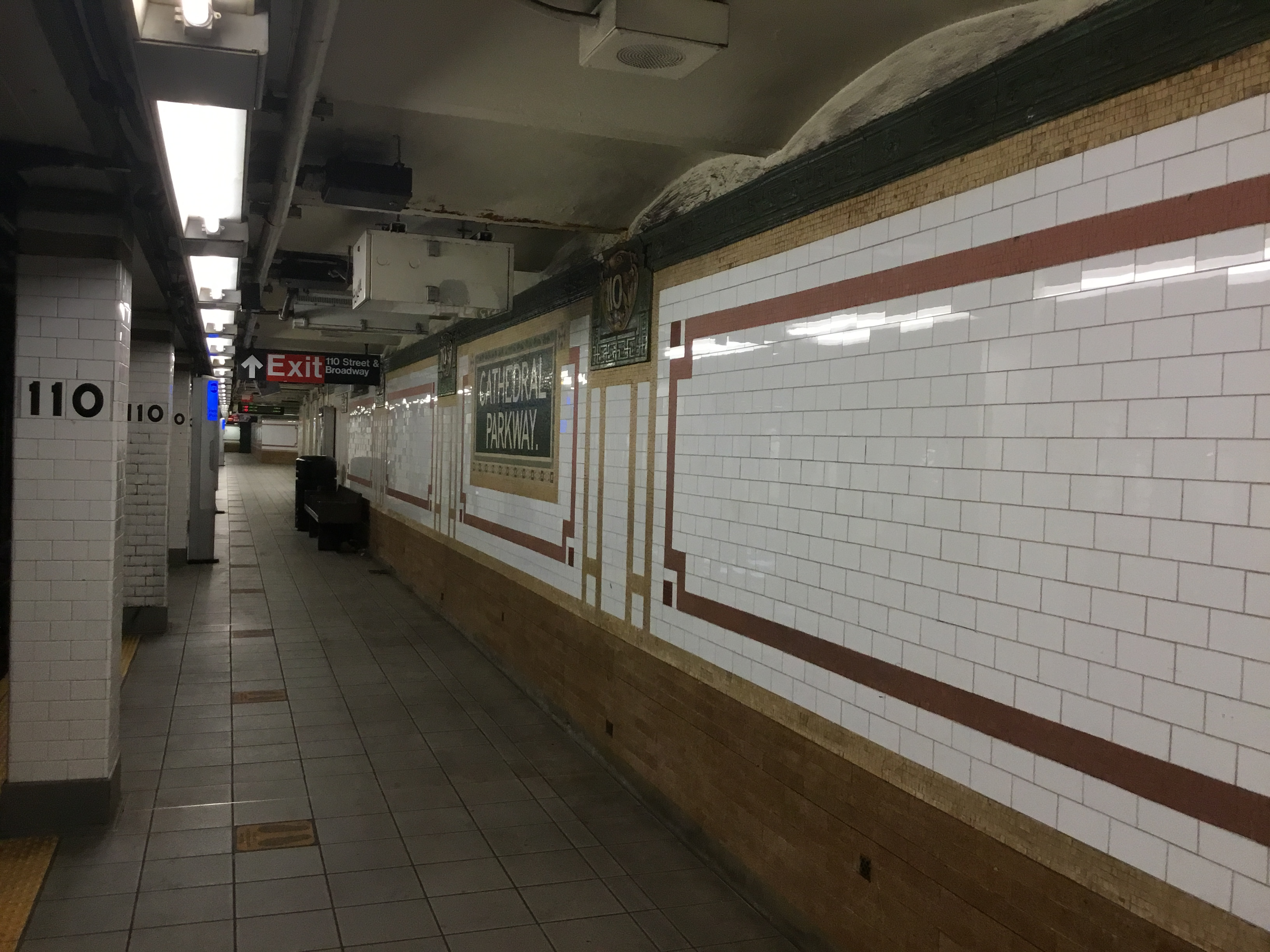
En 2022.

## Patrimoine ferroviaire

Céramique
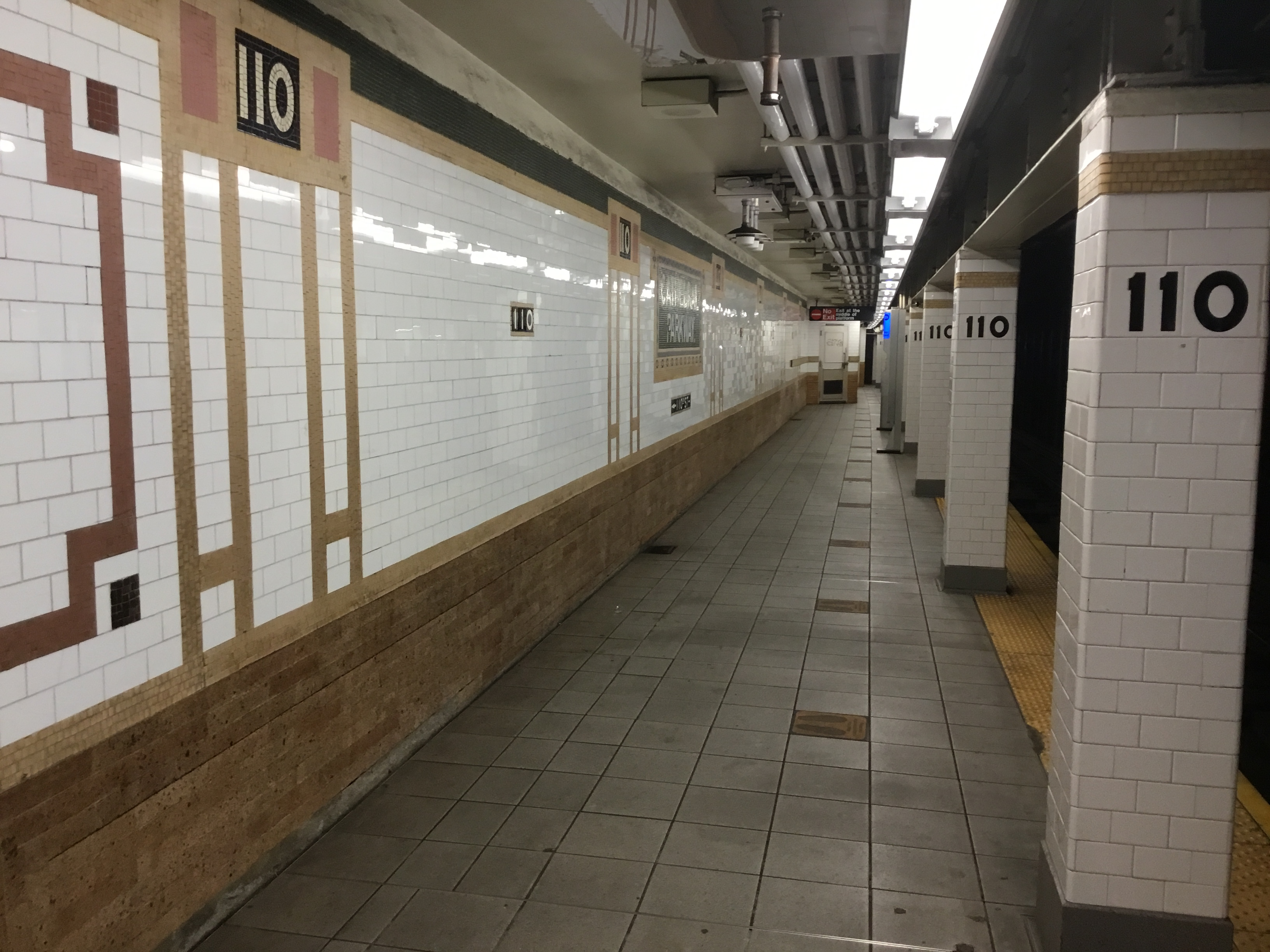
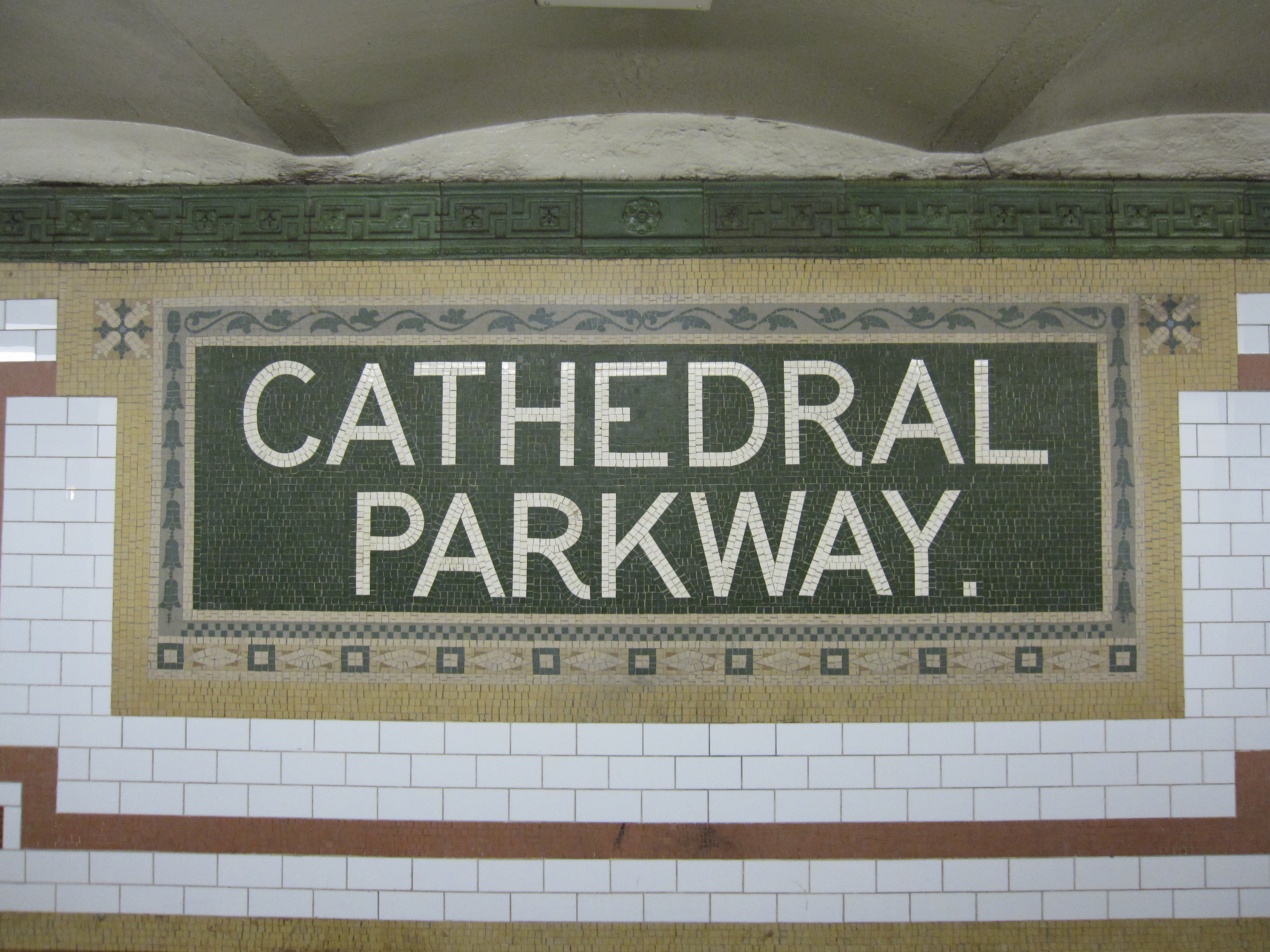
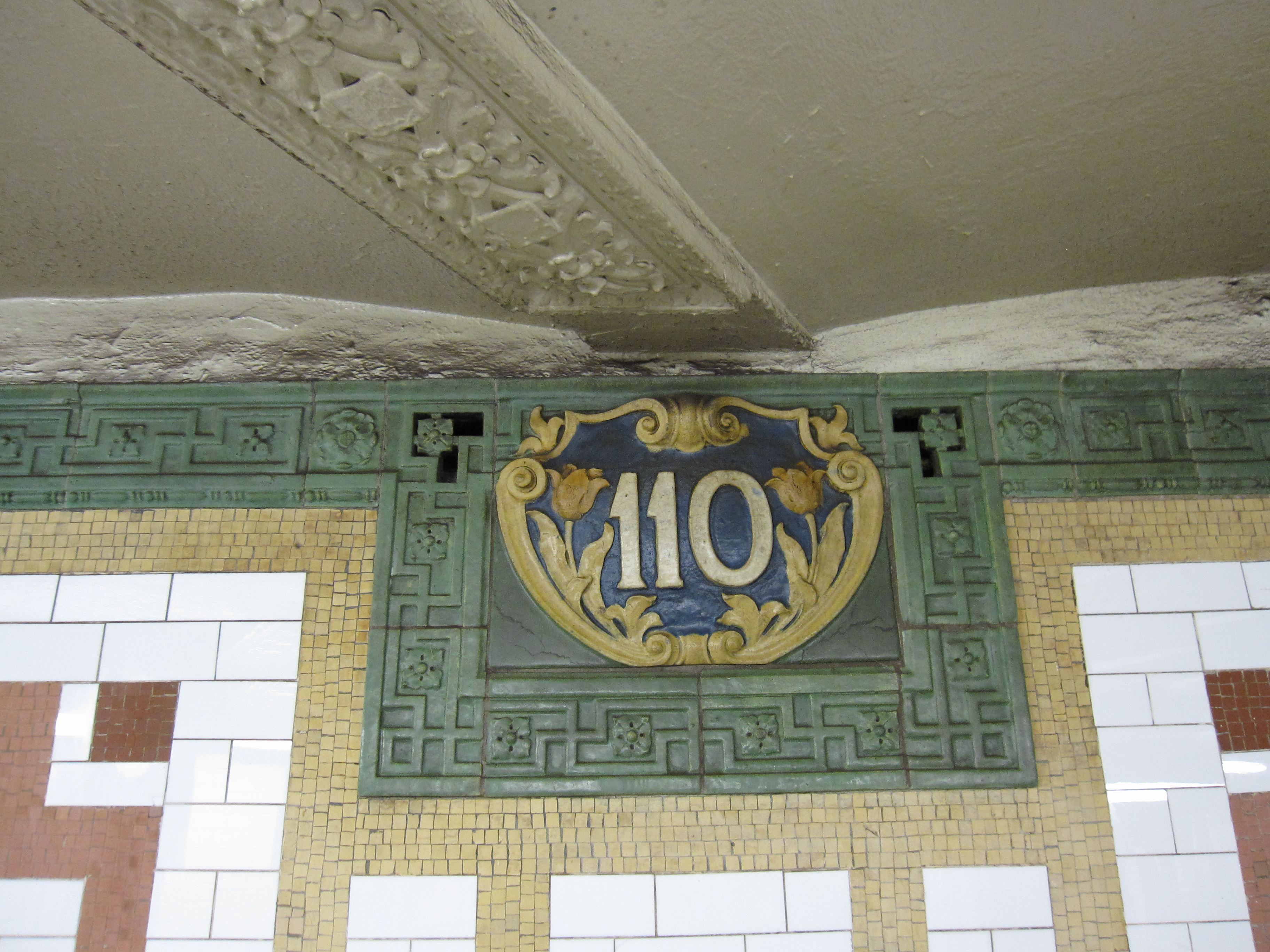